# Hausderjugend
hausderjugend ist eine deutsche Band aus Köln um den Songschreiber und Sänger Christian Uekötter.

## Geschichte
Die Band formierte sich im Jahr 2012. Aus seinem Freundeskreis konnte Christian Uekötter Kordula Rix (Bass) und Matthias Horz (Keyboard) für ein Musikprojekt gewinnen. Über eine Anzeige in der Kölner Stadtrevue lernten die drei Dirk Jansen (Gitarre) und Marc Metzmacher (Schlagzeug) kennen – hausderjugend war geboren. Gemeinsam arrangierten sie neue und alte Songs aus Uekötters Feder. In ihrer Musik greifen Melodie und Groove, Wörter und Klänge kunstvoll ineinander. Die Texte besingen die einfachen Dinge des Lebens – oft rätselhaft, doch immer berührend.
Die ersten Live-Konzerte in Köln kamen so gut an, dass sie sich entschlossen, ein Album aufzunehmen. Das Debütalbum Für immer Jetlag erschien am 29. Mai 2015 bei NRW Records. Es wurde von der Kölner Stadtrevue unter die besten Kölner Alben 2015 gewählt. Im Jahr 2016 begann die Band mit der Arbeit am zweiten Album Wenden in drei Zügen. Dieses erschien mit Förderung des Kulturamts der Stadt Köln am 28. April 2017 bei Gaucho und erhielt große Anerkennung in der Musikpresse, z. B. im Rolling Stone. Seit Wenden in drei Zügen tritt hausderjugend auch überregional auf (u. a. Berlin und Kopenhagen). Die Regie für das Video zum Titelsong des Albums Wenden in drei Zügen führte Sinan Akkuş. Beide Alben wurden produziert von Ekki Maas (Ekimas), dem Bassisten und Produzenten der Band Erdmöbel.
2018 verließ Gitarrist Dirk Jansen die Band, 2019 folgte Drummer Marc Metzmacher. Schnell konnten die drei Gründungsmitglieder Christian Hölzel an der Gitarre und David Kiefer am Schlagzeug gewinnen. Ende 2019 fand das erste Live-Konzert in neuer Besetzung statt. Während der Corona-Zeit arbeitete die Band intensiv an neuen Songs, die sie zunächst per Homerecording arrangierten. 2021 begannen sie mit den Aufnahmen für ihr drittes Album Jockey, erneut im Studio von Ekki Maas (Ekimas). Bei den elf Songs setzten sie neben ihren Standard-Instrumenten auch Mandoline, Ukulele, Violine und Posaune ein.
Das dritte Album „Jockey“ erschien am 21. April 2023 auf CD und Vinyl über timezone. Für das Album-Cover von Jockey verwendeten sie ein Motiv des befreundeten Leipziger Künstlers Benjamin Badock. Die Regie für das Video zur Single Regen überall führte Matthias Sandmann.

## Besetzung
Hausderjugend besteht aktuell aus Christian Uekötter (Gitarre und Gesang), Kordula Rix (Bass und Gesang), Christian Hölzel (Gitarre und Gesang), David Kiefer (Schlagzeug und Gesang) und Matthias Horz (Keyboard).

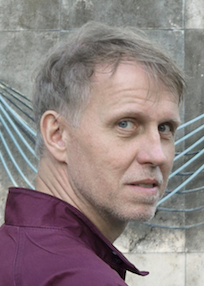
Christian Uekötter (Gesang, Gitarre)
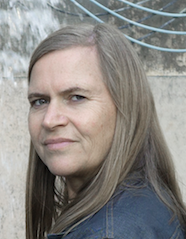
Kordula Rix (Gesang, Bass)
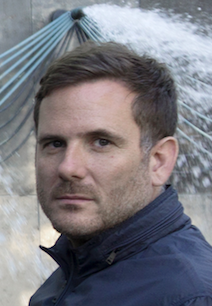
Christian Hölzel (Gesang, Gitarre)
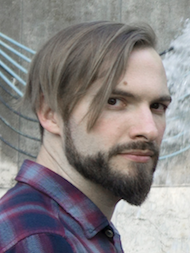
David Kiefer (Gesang, Schlagzeug)
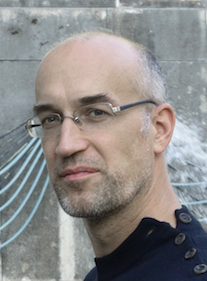
Matthias Horz (Keyboard)

## Diskografie
- 2015: Für immer Jetlag (NRW Records)
- 2017: Wenden in drei Zügen (Gaucho[7])
- 2023: Jockey (timezone)